# Hugo Clément

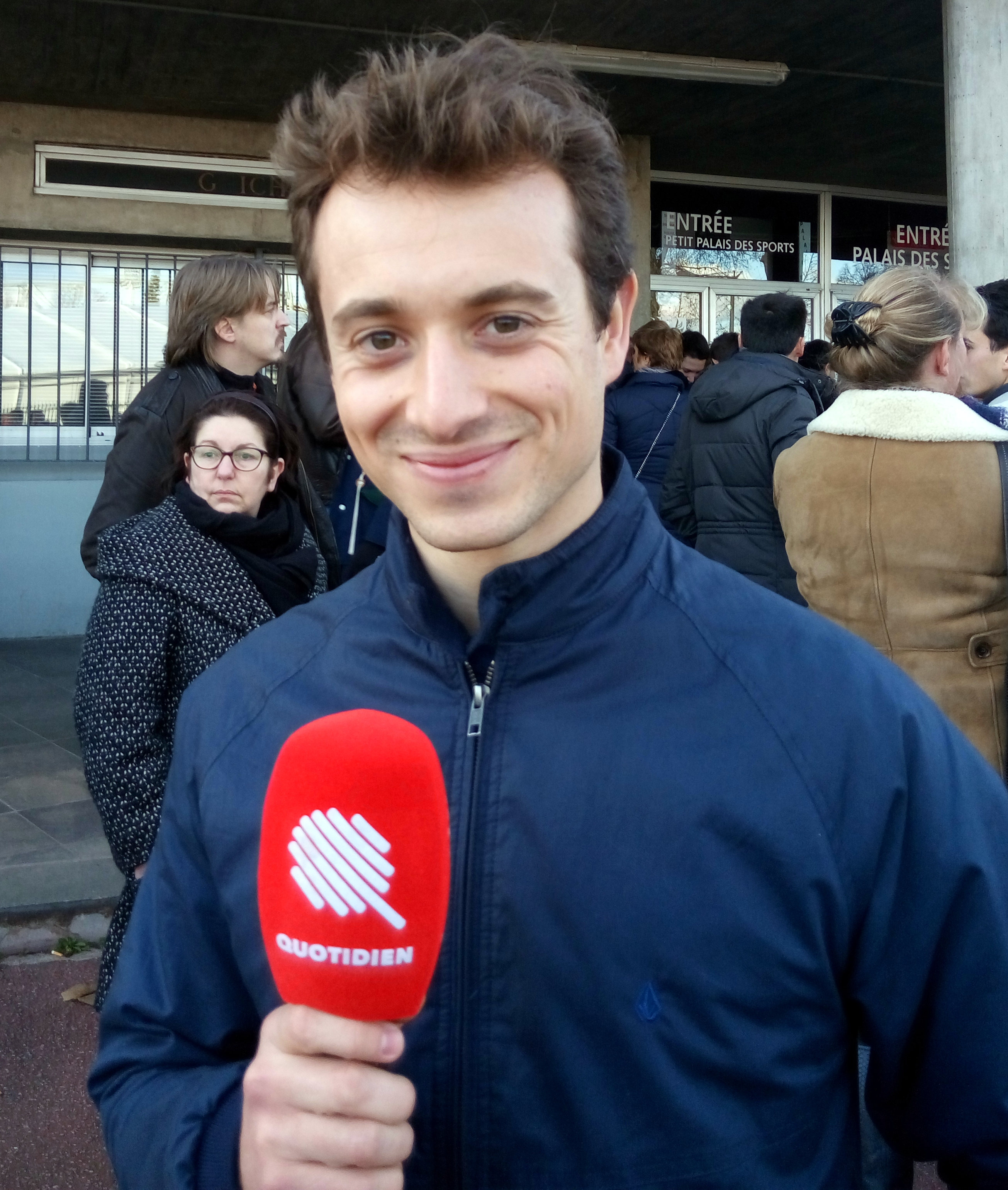
Hugo Clément mit dem Mikrofon der Sendung Quotidien im Februar 2017 beim Meeting von Emmanuel Macron, Palais des sports in Lyon

Hugo Clément (* 7. Oktober 1989 in Straßburg) ist ein französischer Journalist und Tierschutzaktivist.

## Leben und Wirken
Er ist der Sohn von Professoren für Soziologie an der Universität.
Hugo Clément besuchte die Schule in Bellevue; dort wurde er am 31. März 2006 beschuldigt, einen Verwalter körperlich angegriffen zu haben.
Er gewann den Prix François Chalais des jeunes reporters (Kategorie geschrieben) in 2009.
Journalist für France 2, er berichtet insbesondere über den Brand im Maison de la Radio 2014.
Im Dezember 2018 zeigt er in Zusammenarbeit mit dem Verein L214 ein Video, das in einem Schlachthof gedreht wurde, in dem nach der Pferderennbahn Rennpferde getötet werden. Dazu gehört auch Pariflash, ein bekannter Läufer, der mehr als 170.000 € an Rennen gewonnen hat.
Am 9. November 2022 lanciert Hugo Clément das Online-Medium Vakita mit einer redaktionellen Linie rund um Umwelt- und gesellschaftliche Themen.
Im April 2023 nimmt Hugo Clément an der «Grand débat des valeurs» der rechtsextremen Wochenzeitung Valeurs actuelles teil, in einer Diskussion mit dem Präsidenten der Rassemblement national (RN) Jordan Bardella. Laut Le Parisien wird Hugo Clément nach seiner Teilnahme an dieser Debatte von der Linken und den Umweltschützern weitgehend kritisiert. Die französische Abgeordnete Nadège Abomangoli beschuldigt sie des Ökofaschismus und der Abgeordnete Aurélien Taché wirft ihr vor, als Kautionsanwalt für die Umweltschützer der extremen Rechten zu dienen.

## Kontroversen

### Falsche Informationen über die Steinigung des Kolkens von Emmanuel Macron in Burkina Faso
Am 19. November 2017 gab er über Twitter bekannt, dass der Konvoi mit Emmanuel Macron auf dem Weg nach Burkina Faso von etwa hundert Personen zerstoßen wurde. Die Information ist falsch, er löscht seinen Tweet und entschuldigt sich.

### Beschuldigung der Belästigung der Journalistin Nassira El Moaddem
Anfang Dezember 2017 beschuldigt die Journalistin Nassira El Moaddem Hugo Clément und Martin Weill, ihm einen Streich gespielt zu haben, den sie als «Belästigung» bezeichnet hat, und ihr über eine Gruppe den Spitznamen «Saddam» zugeschrieben zu haben, den sie als «rassistisch» beurteilt, als sie 2012 zusammen an der Journalistenschule in Lille studierten.

### Höhe der Zinsen
Zu den Personen, die an der Finanzierung seiner Vakita-Medien beteiligt waren, gehört die von François Pinault gegründete Gruppe Artémis sowie Mediawan (deren Gründer Pierre-Antoine Capton, Xavier Niel und Matthieu Pigasse sind).

### Willy Schraen
Im Juni 2024 wurde er von Willy Schraen wegen Verleumdung angeklagt. Hugo Clément hatte ihn als «Mafioso bezeichnet, der die Bedrohung durch den Bürgerkrieg hegt, um jegliche Regulierung seiner Tätigkeit zu verhindern».

### Dokumentarfilm über die Gletscher
Mehrere Glaziologen werfen Hugo Clément vor, «verfälscht» zu haben, um «eine Botschaft zu vermitteln, die man als "verschwörerisch" bezeichnen könnte», die der Journalist in seinem Dokumentarfilm Au front und in einer Chronik über das Schmelzen der Gletscher verbreitet hat.

### Dokumentarfilm über die Fischerei
In einem Dokumentarfilm der Serie On the Front interviewt er den CNRS-Wissenschaftler Dirk Schmeller über invasive Arten, insbesondere die Regenbogenforelle. Das CNRS hat die Reportage als «Scheinuntersuchung» diskreditiert.